# Gamoroi
I geomori (in greco antico: γεωμόροι (geōmóros); in dialetto dorico: γαμόροι (gamóroi); lett. “coloro che possiedono una porzione di terra”) erano la classe di proprietari terrieri discendenti dai primi coloni corinzi che nel 733 a.C., stando alla cronologia di Tucidide, avevano fondato Siracusa. 
Per lungo tempo questo ceto dominò la città, fin quando, nel V secolo a.C., venne scacciato dalla propria città dai cilliri (Kullúrioi).
In cerca di vendetta, i geomori chiesero aiuto a Gelone, tiranno di Gela, che nel 485 a.C. assunse la tirannia a Siracusa e collocò il fratello Gerone I a Gela.